# Jüdisch-christlich-islamischer Dialog

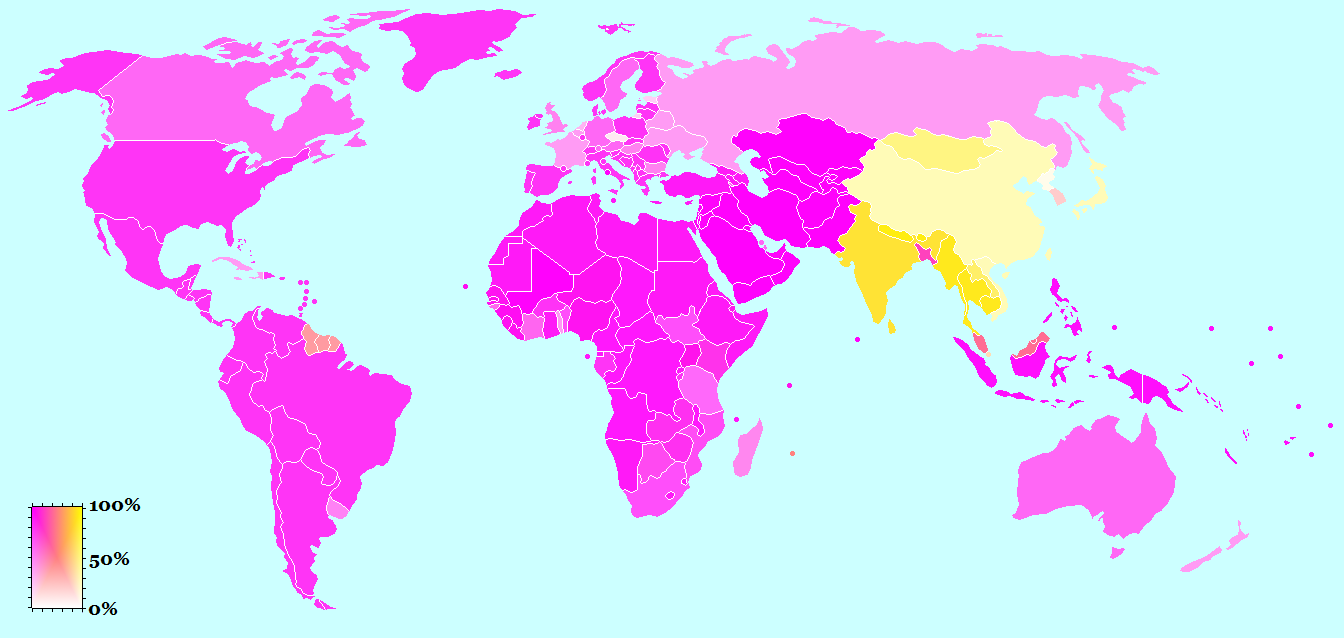
Gebiete mit vorherrschend abrahamitischen (rosa) oder fernöstlichen dharmischen (gelb) Religionen

Jüdisch-christlich-islamischer Dialog bezeichnet Gespräche zwischen drei der vier  monotheistischen, abrahamitischen Weltreligionen Judentum, Christentum und Islam. Oft wird daher auch vom christlich-jüdisch-islamischen Trialog gesprochen.

## Die drei Weltreligionen im Vergleich

### Übersicht
|                 | Judentum | Christentum | Islam |
| Gott            | Schma Jisrael: Höre Israel, der Ewige ist unser Gott, der Ewige ist einzig. | Es gibt nur einen Gott, der ein dreieiniger Gott und dem Wesen nach eins ist. Gott ist die Liebe. 1 Joh 4,8 | Sure 112: Sprich: Gott ist einer. Schahāda: Es gibt keinen Gott außer Gott! |
| Offenbarung     | JHWH (adonai-elohim) offenbart sich den Menschen indirekt und schließt mit Abraham einen Bund. Durch Mose (um 1250 v. Chr.) erhält das Volk Israel (Nachkommen Abrahams, Isaaks, Jakobs) die Tora, er offenbart sich direkt dem ganzen Volk, das Zeuge ist. Die Offenbarung ist abgeschlossen: Das Wort Gottes liegt endgültig in der Tora vor. Propheten tauchen auf, die weitere mindere Offenbarungen verkünden. | Gott offenbart sich den Menschen vor allem durch Menschen und schließt mit Abraham einen Bund. Jesus selbst ist das Wort Gottes. In Jesu Leben, Opfertod, leiblichem Auferstehen offenbart Gott sein Wesen. Durch Jesus, den christlichen Messias, kommt der dem Abraham versprochene Segen zu allen Menschen. Die Offenbarung ist abgeschlossen: Das Wort Gottes ist Mensch geworden. | Gott offenbart sich den Menschen durch Menschen. Mit Abraham beginnt besondere Segensgeschichte. Muhammad (571–632 n. Chr.) ist das Siegel der Propheten. Gott diktierte Muhammad (durch Gabriel) sein letztes und endgültiges Wort an die Menschheit: den Koran. Die Offenbarung ist abgeschlossen: Das Wort Gottes liegt als perfektes Buch vor. |
| Heilige Schrift | Tanach (hebräische Bibel) | Bibel: Altes und Neues Testament | Koran: wörtliches Diktat Gottes |
| Abraham         | Stammvater des Volkes Israel | Stammvater des Volkes Israel (Alter Bund). „Patriarch und Stammvater“ der Christen. | Urbild des Muslim, Stammvater der Ismaeliten |
| Jesus           | Jesus ist ein Jude ohne tiefere Bedeutung. Er ist nicht der Messias. | Er ist der Christus, der Sohn Gottes, Sohn der Jungfrau Maria, ganz Mensch und zugleich ganz eins mit Gott-Vater und dem Heiligen Geist. Nur durch Jesus können alle Menschen am ewigen Leben teilhaben. | Prophet, Diener Allahs, Sohn der Jungfrau Maria, sündenlos, predigte schon in der Wiege, Wundertäter, wurde nicht gekreuzigt, sondern zu Gott entrückt. Er ist, wie Adam, eine besondere Schöpfung Gottes, kein von Gott gezeugter Mensch und nicht dessen leiblicher Sohn.                                                                        |

### Abraham-Bezug
Der Begriff „abrahamitisch“ leitet sich davon ab, dass sich alle drei Religionen auf Abraham, den Stammvater der Israeliten (Juden) nach der Hebräischen Bibel (Genesis 12–37), zurückführen lassen. Dessen Segen für die Völker ist nach dem Neuen Testament durch Jesus Christus auch den Christen zuteilgeworden. Nach dem Koran sind auch die Muslime (im engeren Sinne die Araber) als Nachkommen Ismails seine Nachkommen.

#### Judentum
In der jüdischen Tradition trägt Abraham den Beinamen unser Vater. Wer zum Judentum übertritt, erhält einen hebräischen Namen mit dem Zusatz Sohn/Tochter von Abraham unserem Vater.

#### Christentum
„Ich sage euch aber, dass viele von Osten und Westen kommen und mit Abraham und Isaak und Jakob zu Tisch liegen werden in dem Reich der Himmel.“

„Die Schrift aber, voraussehend, dass Gott die Nationen aus Glauben rechtfertigen werde, verkündigte dem Abraham die gute Botschaft voraus: ‚In dir werden gesegnet werden alle Nationen.‘  Folglich werden die, die aus Glauben sind, mit dem gläubigen Abraham gesegnet.“

#### Islam
„O Leute der Schrift, warum streitet ihr über Abraham, wo die Thora und das Evangelium doch erst (später) nach ihm herabgesandt worden sind? Habt ihr denn keinen Verstand? Ihr habt da über etwas gestritten, wovon ihr Wissen habt; weshalb aber streitet ihr über das, wovon ihr kein Wissen habt? Gott weiß Bescheid, ihr aber nicht. Abraham war weder Jude noch Christ; vielmehr war er lauteren Glaubens, ein Muslim (ein (Gott) ergebener Hanif), und kein Heide.“

Auch andere Religionsgemeinschaften wie die Bahai verstehen sich als abrahamitische oder abrahamische Religion und streben auf ihre Weise eine Verständigung der Vorgängerreligionen an.

## Aktueller abrahamischer Trialog
Formen des konkreten interreligiösen Dialogs der drei abrahamitischen Religionen sind:
- Abrahamisches Forum des Interkulturellen Rates in Deutschland
- Freunde Abrahams – Gesellschaft für religionsgeschichtliche Forschung und interreligiösen Dialog
- Muhammad-Nafi-Tschelebi-Preis
- Centrum für religionsbezogene Studien
- Foundation for Interreligious and Intercultural Research and Dialogue (FIIRD), seit 1999 jüdisch-christlich-islamisches Postdoc-Programm an der Universität Genf[3]
- Internationale Studierenden-Tagung zum Dialog von Juden, Christen und Muslimen in Europa (JCM), Konferenz für Theologiestudierende und Begegnungsforum für Angehörige der drei Glaubensgemeinschaften in Wuppertal[4]
- Zürcher Institut für interreligiösen Dialog (ZIID)
- Stiftung Stuttgarter Lehrhaus für interreligiösen Dialog[5]
- Forschungsstelle Key Concepts in Interreligious Discourses (KCID) an der Friedrich-Alexander-Universität Erlangen-Nürnberg und der Katholischen Universität Eichstätt-Ingolstadt[6]
- Café Abraham Deutschland - Initiative für Dialog, Zivilgesellschaft und Demokratie[7]
- House of One, ein interreligiöses Gebäude in Berlin-Mitte im Bau, das eine Synagoge, Kirche und Moschee unter einem Dach beherbergt
- „Haus der Abrahamitischen Familie“ (Abrahamic Family House) in Abu Dhabi, entworfen vom Architekturbüro Adjaye Associates, am 16. Februar 2023 eröffnet. Der Gebäudekomplex auf der Insel Saadiyat soll dem interreligiösen Dialog dienen und umfasst eine Kirche, eine Moschee, eine Synagoge sowie gemeinsam zu nutzende Konferenzräume.[8]

## Abrahamitische Ökumene

### Begriff
Der Begriff „Abrahamitische Ökumene“ ist eine Erfindung der christlichen Theologen Hans Küng und Karl-Josef Kuschel. Sie wollen damit die Notwendigkeit eines Dialogs im Sinne einer Ausweitung der innerchristlichen Ökumene auf die abrahamitischen Religionen betonen.
Die Abrahamitische Ökumene nach Küng und Kuschel greift die Gemeinsamkeiten von Judentum, Christentum und Islam auf. Sie sehen ihre Wurzeln in dem Gott, der mit Abraham einen Bund geschlossen habe. Das Judentum ist die älteste Religion, die sich darauf begründet. In direkter Folge des Judentums steht das Christentum. Auch die christlichen Kirchen berufen sich auf den einen Gott JHWH. 600 n. Chr. empfing nach islamischer Auffassung Mohammed durch den einen  Gott, der hier Allah (arabisch für Gott, so nennen z. B. arabische Christen Gott auch Allah) genannt wird, den Islam. Insofern haben alle drei Religionen trotz ihrer unterschiedlichen Ausprägung gemeinsame Wurzeln.
Für Küng ist die Abrahamitische Ökumene ein Schritt auf das noch weiter gefasste Ziel, das er in seinem Projekt Weltethos entwickelt: Ein gemeinsamer ethischer Minimalkonsens aller Kirchen, Religionen und Kulturen.

### Kritik an Begriff und Inhalt
Da für weite christliche Kreise Ökumene auf Einheit – wenn auch in unterschiedlicher Gestalt und Verbindlichkeit – abzielt und diese derzeit im interreligiösen Dialog zwischen Muslimen, Juden und Christen weder denkbar noch unbedingt wünschenswert scheint, stellen diese den Begriff der Abrahamitischen Ökumene in Frage. Unter dieser Fragestellung wird teilweise vom Abrahamitischen Dialog gesprochen.
Vielfach wird auch der jüdisch-christliche Dialog deutlich vom christlich-islamischen Dialog unterschieden, da dieser durch die verbindliche Bedeutung des Tanach eine andere Qualität habe als der Dialog mit den Muslimen. Daher verwenden auch fast alle kirchlichen Dokumente der verschiedenen christlichen Konfessionen den Begriff Ökumene ausschließlich für ein innerchristliches Anliegen. Dies beruht darauf, dass durch die christliche Bibel des Tanach und des Neuen Testaments eine umfassende gemeinsame Grundlage für gemeinsames Glauben und Handeln gegeben ist, während insbesondere der Dialog mit den Muslimen einen mühsamen Prozess des Erarbeitens von Gemeinsamkeiten darstellt. Dies reicht bis dahin, dass Teile der Christenheit besonders mit Verweis auf die Rechtfertigungslehre und die Scharia die Frage stellen, ob Muslime und Christen überhaupt von demselben Gott reden. Vor diesem Hintergrund wird der Begriff der Abrahamitischen Ökumene als Gefährdung des sehr konkreten Prozesses der eigentlichen Ökumene verstanden, da er unterschiedliche Prozesse verbal gleichsetzt. Die Abrahamitische Ökumene wird vereinzelt von Feministinnen, Säkularen, Religionslosen oder Atheisten als Gefährdung humanistischer Standards wahrgenommen, zumal Scharia und Fiqh nicht verworfen würden.